# Francisco Flaminio Ferreira
Francisco Flaminio Ferreira Romero (Atyrá, 17 settembre 1970) è un ex calciatore paraguaiano, di ruolo attaccante.

## Palmarès

### Club

#### Competizioni nazionali
- Campionato paraguaiano: 2

Olimpia: 1995
Cerro Porteño: 2001
- Campionato messicano: 1

Pachuca: Invierno 2001